# Gare de Sain-Bel
La gare de Sain-Bel est une gare ferroviaire française de la ligne de Lyon-Saint-Paul à Montbrison, située sur le territoire de la commune de Sain-Bel, dans le département du Rhône, en région Auvergne-Rhône-Alpes.

## Situation ferroviaire
Elle est située sur la ligne de Lyon-Saint-Paul à Montbrison, à trois kilomètres au sud-est de L'Arbresle.

## La gare
L'ancienne ligne Lyon – Montbrison est à voie unique depuis la gare de Lyon-Gorge-de-Loup, et est électrifiée en 1 500 V continu. La suppression du trafic voyageurs au-delà de L'Arbresle, en 1955, avait entraîné la désaffectation de la gare de Sain-Bel et la rectification du tracé de la voie en gare. À la fin des années 1980, la région Rhône-Alpes demanda à la SNCF de prolonger jusqu'à Sain-Bel la relation Lyon-Saint-Paul – L'Arbresle. La gare a été remaniée pour recevoir ces trains : un parking a été aménagé, et des pots de fleurs ont été installés sur le quai. La réouverture a eu lieu en septembre 1991.
Il s'agit d'une voie unique ; les rames y rebroussent directement.
La gare de Sain-Bel est, comme les autres gares la région Rhône-Alpes, desservie par un service cadencé : une rame toutes les 30 minutes en pointe, ou 60 minutes en creux. Certaines plages horaires sont desservies uniquement par autocar (le premier et les trois derniers départs). 34 départs par jour ont lieu de Sain-Bel.
Depuis septembre 2012, la gare est desservie par le tram-train de l'Ouest lyonnais.

La gare, avant les travaux du tram-train
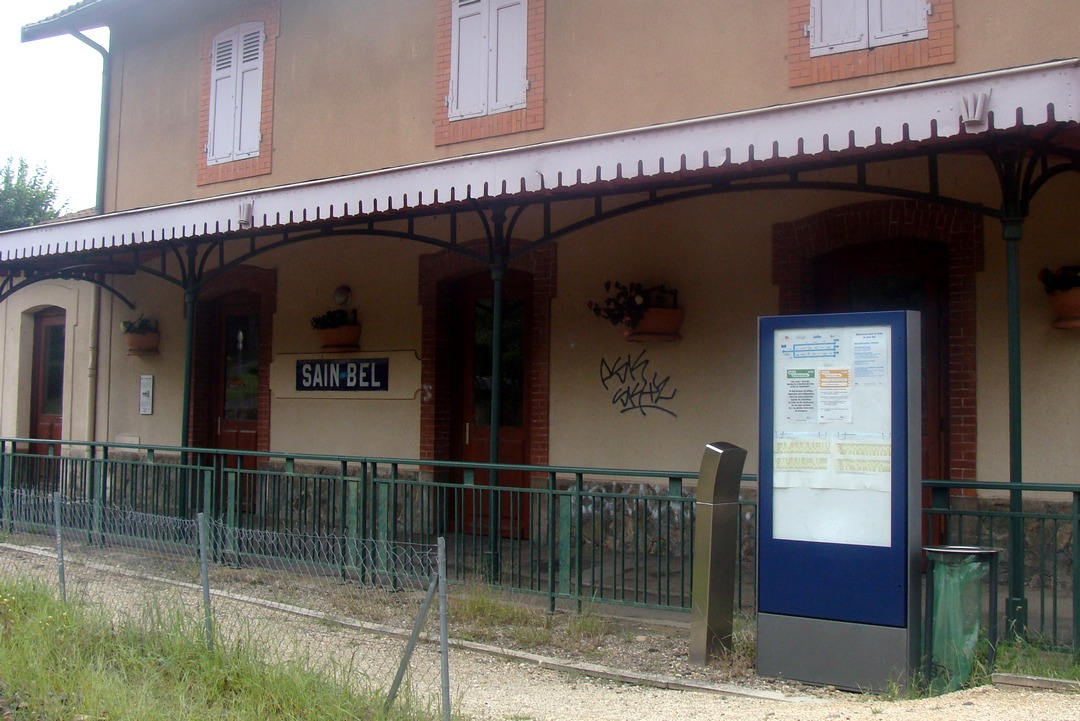
Le bâtiment de la gare et le couloir d'accès des voyageurs au quai.
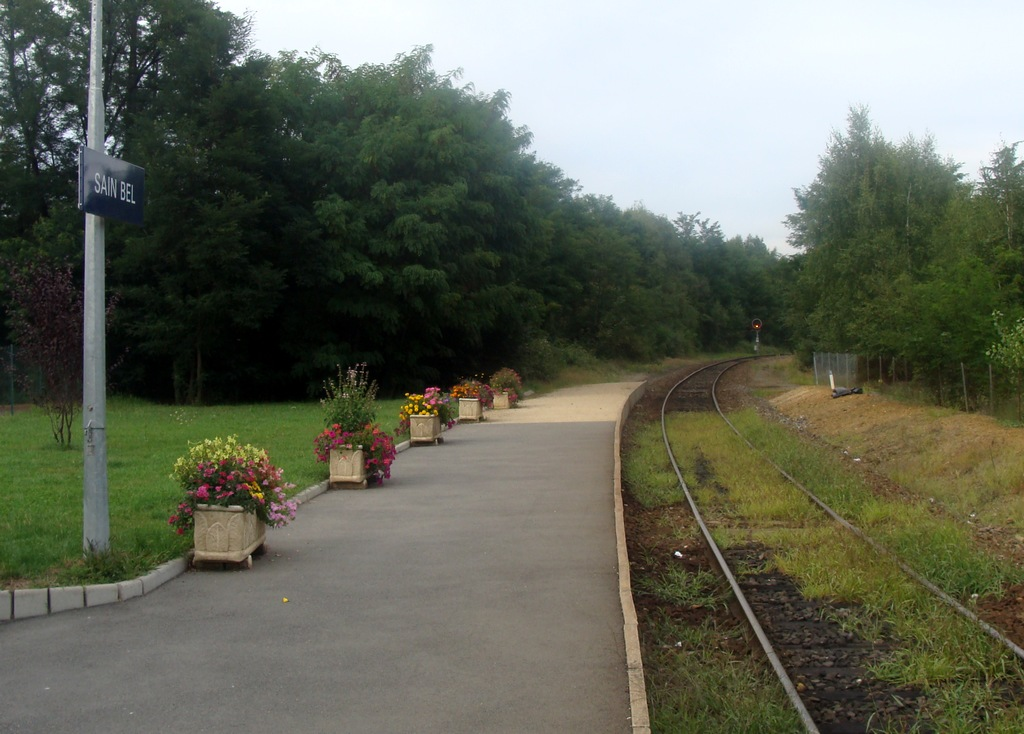
La voie, avec traverses en bois, en direction de l'Arbresle.
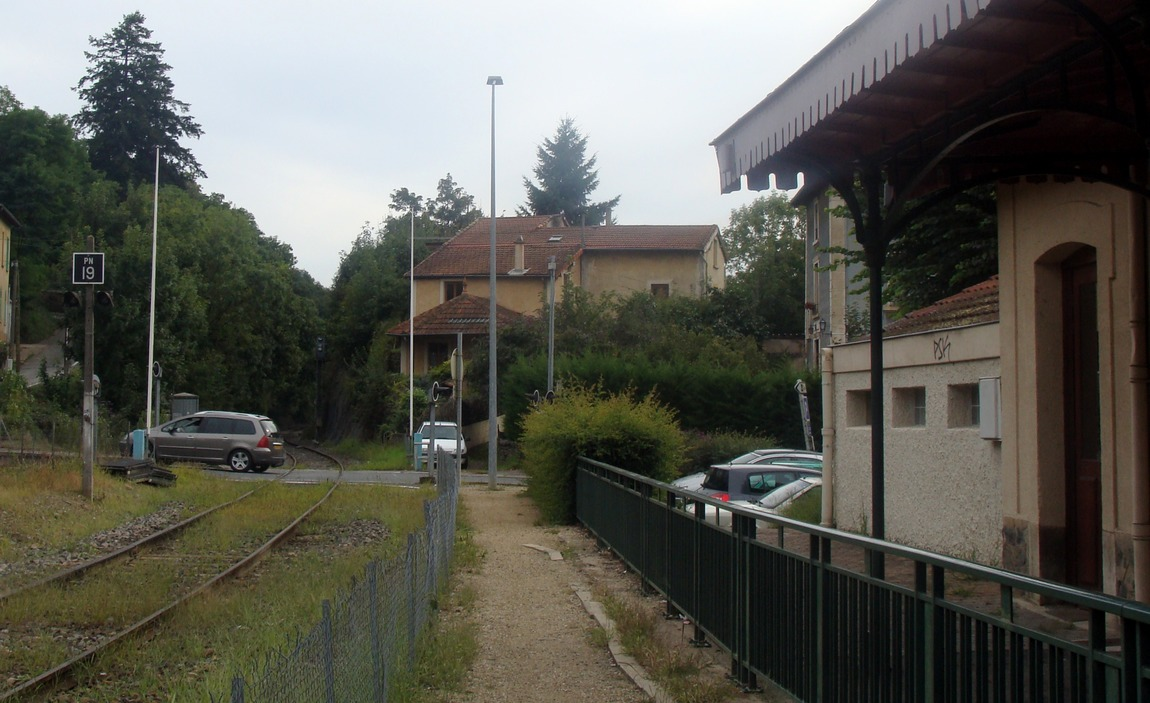
La voie, sous une présence importante d'herbes, en direction de Sainte-Foy-l'Argentière.

## Fréquentation
Selon les estimations de la SNCF, la fréquentation annuelle de la gare s'élève aux nombres indiqués dans le tableau ci-dessous.
| Année                      | 2015    | 2016    | 2017    | 2018    | 2019    | 2020    | 2021    | 2022    |
| -------------------------- | ------- | ------- | ------- | ------- | ------- | ------- | ------- | ------- |
| Voyageurs                  | 152 307 | 160 643 | 178 141 | 176 680 | 207 646 | 145 241 | 172 135 | 205 445 |
| Voyageurs et non voyageurs | 190 384 | 200 804 | 222 676 | 220 851 | 259 558 | 181 551 | 215 169 | 256 806 |

## Correspondances
Il existe une correspondance avec les Cars du Rhône.
L'arrêt Sain-Bel Gare est desservi par la ligne régulière 142, reliant Aveize Centre médical à Lyon Gorge de Loup.
De l'autre côté de la Brévenne, l'arrêt Sain-Bel Mairie est desservi par la ligne régulière 143, reliant St-Symphorien PKG CDG à L'Arbresle Gare.
L'arrêt Sain-Bel Mairie est aussi desservi par les lignes fréquences 407, 421, 505, 514, 526, 626 et 631.